# 光轴红腺蕨
光轴红腺蕨（学名：Diacalpe laevigata）为球盖蕨科红腺蕨属下的一个种。

## 扩展阅读
- 維基物種上的相關：光轴红腺蕨